# Galathea
Galathées
Pour les articles homonymes, voir Galatée.
Genre
Galathea est un genre de crustacés décapodes, de la famille des Galatheidae.

## Liste des espèces
Selon World Register of Marine Species (6 septembre 2015) :
- Galathea acerata Macpherson & Robainas-Barcia, 2015
- Galathea acis Macpherson & Robainas-Barcia, 2015
- Galathea aegyptiaca Paul'son, 1875
- Galathea aequata Macpherson & Robainas-Barcia, 2015
- Galathea ahyongi Macpherson & Robainas-Barcia, 2015
- Galathea albatrossae Baba, 1988
- Galathea algae Baba, 1969
- Galathea amamiensis Miyake & Baba, 1966
- Galathea amboinensis de Man, 1888
- Galathea anepipoda Baba, 1990
- Galathea anoplos Macpherson & Robainas-Barcia, 2015
- Galathea anouchkae Macpherson & Robainas-Barcia, 2015
- Galathea argus Macpherson & Robainas-Barcia, 2015
- Galathea atua Macpherson & Robainas-Barcia, 2015
- Galathea australiensis Stimpson, 1858
- Galathea autahi Macpherson & Robainas-Barcia, 2015
- Galathea babai Dong & Li, 2010
- Galathea balssi Miyake & Baba, 1964
- Galathea barbata Macpherson & Robainas-Barcia, 2015
- Galathea barbellata Macpherson, 2012
- Galathea bengala Tirmizi & Javed, 1993
- Galathea bidens Baba, 1988
- Galathea bimaculata Miyake & Baba, 1966
- Galathea boisselierae Macpherson & Robainas-Barcia, 2015
- Galathea bolivari Zariquiey Álvarez, 1950
- Galathea boninensis Miyake & Baba, 1965
- Galathea boucheti Macpherson & Robainas-Barcia, 2015
- Galathea bracteosa Macpherson & Robainas-Barcia, 2015
- Galathea brevimana Paul'son, 1875
- Galathea caesariata Macpherson & Robainas-Barcia, 2015
- Galathea capillata Miyake & Baba, 1970
- Galathea celiae Macpherson & Robainas-Barcia, 2015
- Galathea cenarroi Zariquiey Álvarez, 1968
- Galathea cephyra Macpherson & Robainas-Barcia, 2015
- Galathea ceti Macpherson & Robainas-Barcia, 2015
- Galathea chura Osawa & Higashiji, 2012
- Galathea ciliosa Macpherson & Robainas-Barcia, 2015
- Galathea clarki Macpherson & Robainas-Barcia, 2015
- Galathea connudata Macpherson & Robainas-Barcia, 2015
- Galathea consobrina de Man, 1902
- Galathea continua Baba & Fujita, 2008
- Galathea corallicola Haswell, 1882
- Galathea coralliophilus Baba & Oh, 1990
- Galathea corbariae Macpherson & Robainas-Barcia, 2015
- Galathea crinita Macpherson & Robainas-Barcia, 2015
- Galathea cymbulaerostris Tirmizi, 1966
- Galathea cymo Macpherson & Robainas-Barcia, 2015
- Galathea cymothoe Macpherson & Robainas-Barcia, 2015
- Galathea denticulata Macpherson & Cleva, 2010
- Galathea dispersa Bate, 1859
- Galathea echinata Macpherson, 2012
- Galathea eione Macpherson & Robainas-Barcia, 2015
- Galathea eridani Macpherson & Robainas-Barcia, 2015
- Galathea erythrina Macpherson & Robainas-Barcia, 2015
- Galathea eucrante Macpherson & Robainas-Barcia, 2015
- Galathea eulimene Macpherson & Robainas-Barcia, 2015
- Galathea eupompe Macpherson & Robainas-Barcia, 2015
- Galathea faiali Nunes-Ruivo, 1961
- Galathea formosa de Man, 1902
- Galathea furfurea Macpherson & Robainas-Barcia, 2015
- Galathea galene Macpherson & Robainas-Barcia, 2015
- Galathea ganindo Macpherson & Robainas-Barcia, 2015
- Galathea gardineri Laurie, 1926
- Galathea genkai Miyake & Baba, 1964
- Galathea gladiola Macpherson & Robainas-Barcia, 2015
- Galathea gnoma Macpherson & Robainas-Barcia, 2015
- Galathea gruis Macpherson & Robainas-Barcia, 2015
- Galathea guttata Osawa, 2004
- Galathea halia Macpherson & Robainas-Barcia, 2015
- Galathea hispida Baba, 2005
- Galathea hispidissima Macpherson & Robainas-Barcia, 2015
- Galathea homologa Macpherson & Robainas-Barcia, 2015
- Galathea hydrae Macpherson & Robainas-Barcia, 2015
- Galathea imitata Macpherson & Robainas-Barcia, 2015
- Galathea inconspicua Henderson, 1885
- Galathea inermis Macpherson & Robainas-Barcia, 2015
- Galathea inflata Potts, 1915
- Galathea intermedia Lilljeborg, 1851
- Galathea keijii Trimizi & Javed, 1993
- Galathea kuboi Miyake & Baba, 1967
- Galathea labidolepta Stimpson, 1858
- Galathea latirostris Dana, 1852
- Galathea lemaitrei Macpherson & Robainas-Barcia, 2015
- Galathea lemniscata Macpherson & Robainas-Barcia, 2015
- Galathea lenis Baba, 1969
- Galathea lepidota Macpherson & Robainas-Barcia, 2015
- Galathea leporis Macpherson & Robainas-Barcia, 2015
- Galathea leptocheir Baba & Fujita, 2008
- Galathea lingadua Macpherson & Robainas-Barcia, 2015
- Galathea longimana Paul'son, 1875
- Galathea longimanoides Johnson, 1970
- Galathea longioculata Macpherson & Robainas-Barcia, 2015
- Galathea lumaria Baba, 2005
- Galathea machadoi Barrois, 1888
- Galathea machaera Macpherson & Robainas-Barcia, 2015
- Galathea machordomae Macpherson & Robainas-Barcia, 2015
- Galathea maculiabdominalis Baba, 1972
- Galathea magnifica Haswell, 1882
- Galathea mariae Macpherson & Robainas-Barcia, 2015
- Galathea mauritiana Bouvier, 1914
- Galathea melobosis Macpherson & Robainas-Barcia, 2015
- Galathea micra Macpherson & Robainas-Barcia, 2015
- Galathea minima Macpherson & Robainas-Barcia, 2015
- Galathea minutiae Macpherson & Robainas-Barcia, 2015
- Galathea multicristata Macpherson & Robainas-Barcia, 2015
- Galathea multilineata Balss, 1913
- Galathea nexa Embleton, 1834
- Galathea nuda Macpherson & Robainas-Barcia, 2015
- Galathea ohshimai Miyake & Baba, 1967
- Galathea omanensis Tirmizi & Javed, 1993
- Galathea orientalis Stimpson, 1858
- Galathea paleroi Macpherson & Robainas-Barcia, 2015
- Galathea parvula Macpherson & Robainas-Barcia, 2015
- Galathea pascualae Macpherson & Robainas-Barcia, 2015
- Galathea patae Osawa, 2006
- Galathea patriciae Macpherson & Robainas-Barcia, 2015
- Galathea paucilineata Benedict, 1902
- Galathea paulae Macpherson & Robainas-Barcia, 2015
- Galathea paulayi Macpherson & Robainas-Barcia, 2015
- Galathea pauxilla Macpherson & Robainas-Barcia, 2015
- Galathea peitho Macpherson & Robainas-Barcia, 2015
- Galathea perone Macpherson & Robainas-Barcia, 2015
- Galathea phalangis Macpherson & Robainas-Barcia, 2015
- Galathea pilosa de Man, 1888
- Galathea platycheles Miyake, 1953
- Galathea ploto Macpherson & Robainas-Barcia, 2015
- Galathea politula Macpherson & Robainas-Barcia, 2015
- Galathea polydora Macpherson & Robainas-Barcia, 2015
- Galathea polyphemus Macpherson & Robainas-Barcia, 2015
- Galathea poupini Macpherson & Robainas-Barcia, 2015
- Galathea profunda Macpherson, 2012
- Galathea providentia Laurie, 1926
- Galathea psila Macpherson & Robainas-Barcia, 2015
- Galathea pubescens Stimpson, 1858
- Galathea pubipes Macpherson & Robainas-Barcia, 2015
- Galathea punctata Macpherson & Robainas-Barcia, 2015
- Galathea quinquespinosa (Balss, 1913)
- Galathea rangi Macpherson & Robainas-Barcia, 2015
- Galathea raventosae Macpherson, 2012
- Galathea rhaphidia Macpherson & Robainas-Barcia, 2015
- Galathea robusta Baba, 1990
- Galathea rostrata A. Milne Edwards, 1880
- Galathea rubrispina Macpherson & Robainas-Barcia, 2015
- Galathea rubromaculata Miyake & Baba, 1967
- Galathea rufipes A. Milne Edwards & Bouvier, 1894
- Galathea samadiae Macpherson & Robainas-Barcia, 2015
- Galathea sanctae Macpherson, 2012
- Galathea schnabelae Macpherson & Robainas-Barcia, 2015
- Galathea scolopia Macpherson & Robainas-Barcia, 2015
- Galathea senta Macpherson & Robainas-Barcia, 2015
- Galathea sentosa Macpherson & Robainas-Barcia, 2015
- Galathea setigera Macpherson & Robainas-Barcia, 2015
- Galathea simulata Macpherson & Robainas-Barcia, 2015
- Galathea sinensis Dong & Li, 2010
- Galathea spinimanus Borradaile, 1900
- Galathea spinosorostris Dana, 1852
- Galathea squamea Baba, 1979
- Galathea squamifera Leach, 1814
- Galathea strigosa (Linnaeus, 1761)
- Galathea submagnifica Laurie, 1926
- Galathea subsquamata Stimpson, 1858
- Galathea tagaloa Macpherson & Robainas-Barcia, 2015
- Galathea tagaro Macpherson & Robainas-Barcia, 2015
- Galathea tanegashimae Baba, 1969
- Galathea ternatensis de Man, 1902
- Galathea tongi Macpherson & Robainas-Barcia, 2015
- Galathea tribulosa Macpherson & Robainas-Barcia, 2015
- Galathea tropis Baba, 2005
- Galathea venusta Miyake & Baba, 1970
- Galathea villosa Macpherson & Robainas-Barcia, 2015
- Galathea vitiensis Dana, 1852
- Galathea waiora Macpherson & Robainas-Barcia, 2015
- Galathea whiteleggii Grant & McCulloch, 1906
- Galathea wolffi Miyake & Baba, 1970
- Galathea yamashitai Miyake & Baba, 1967

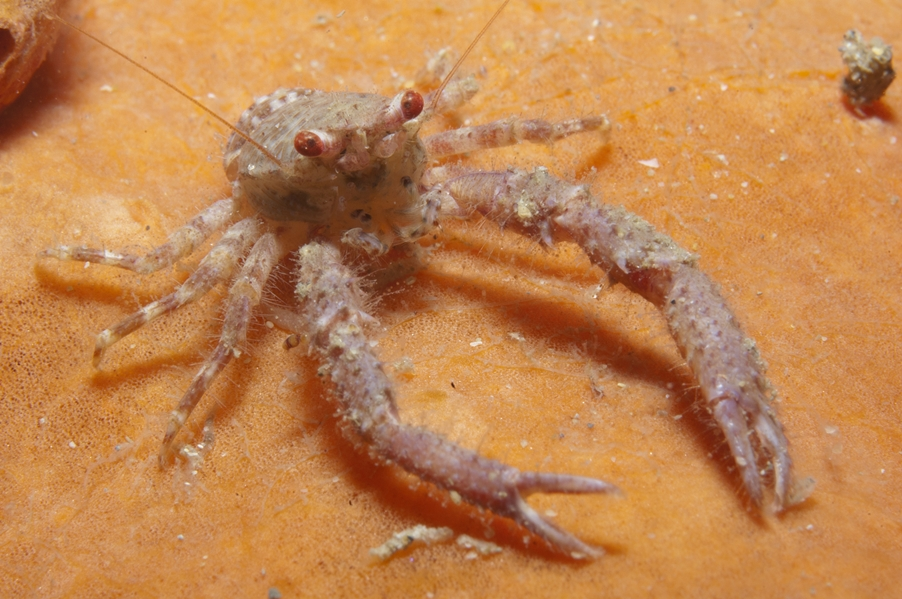
Galathea australiensis
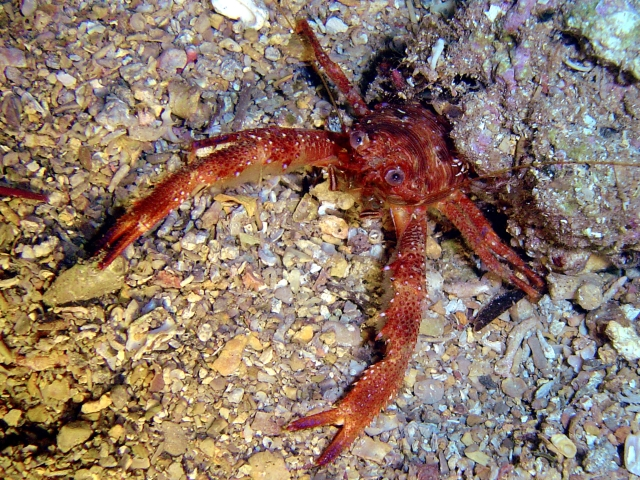
Galathea intermedia
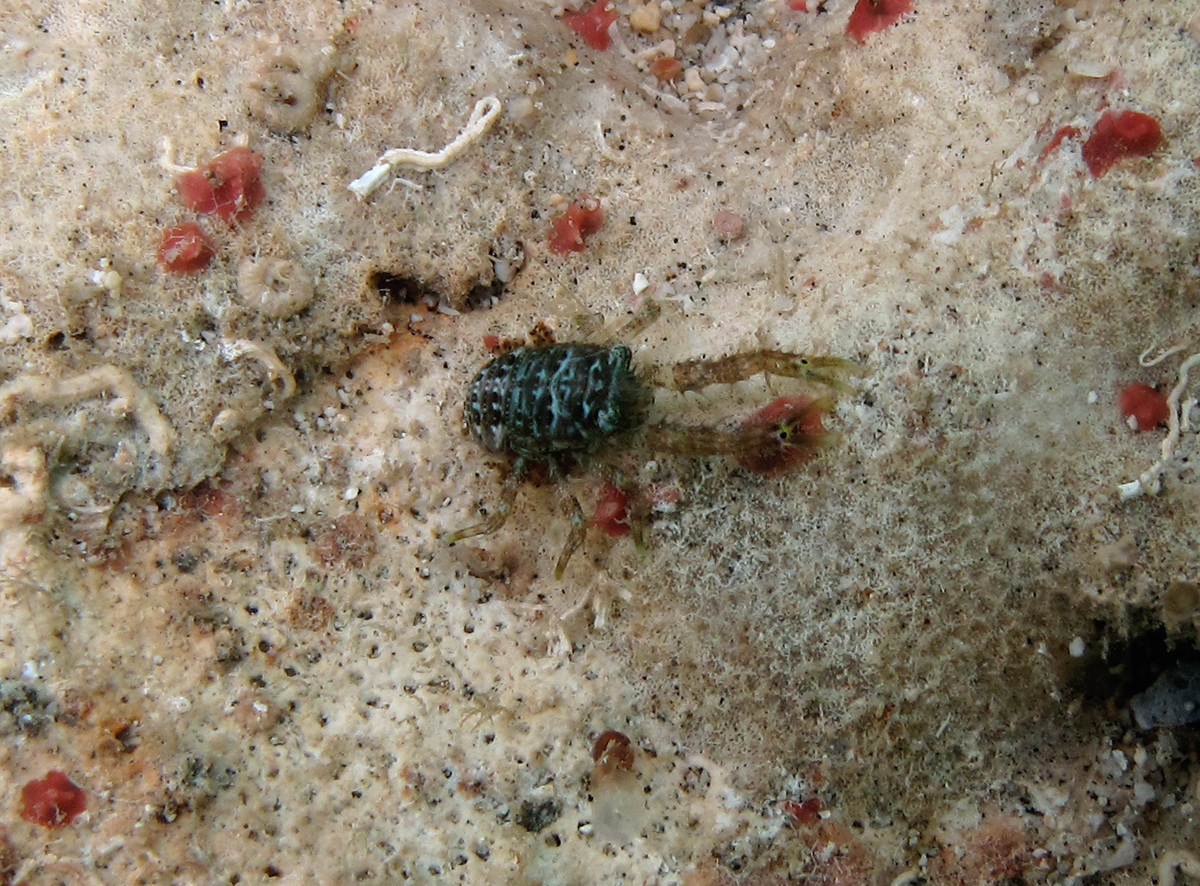
Galathea mauritiana
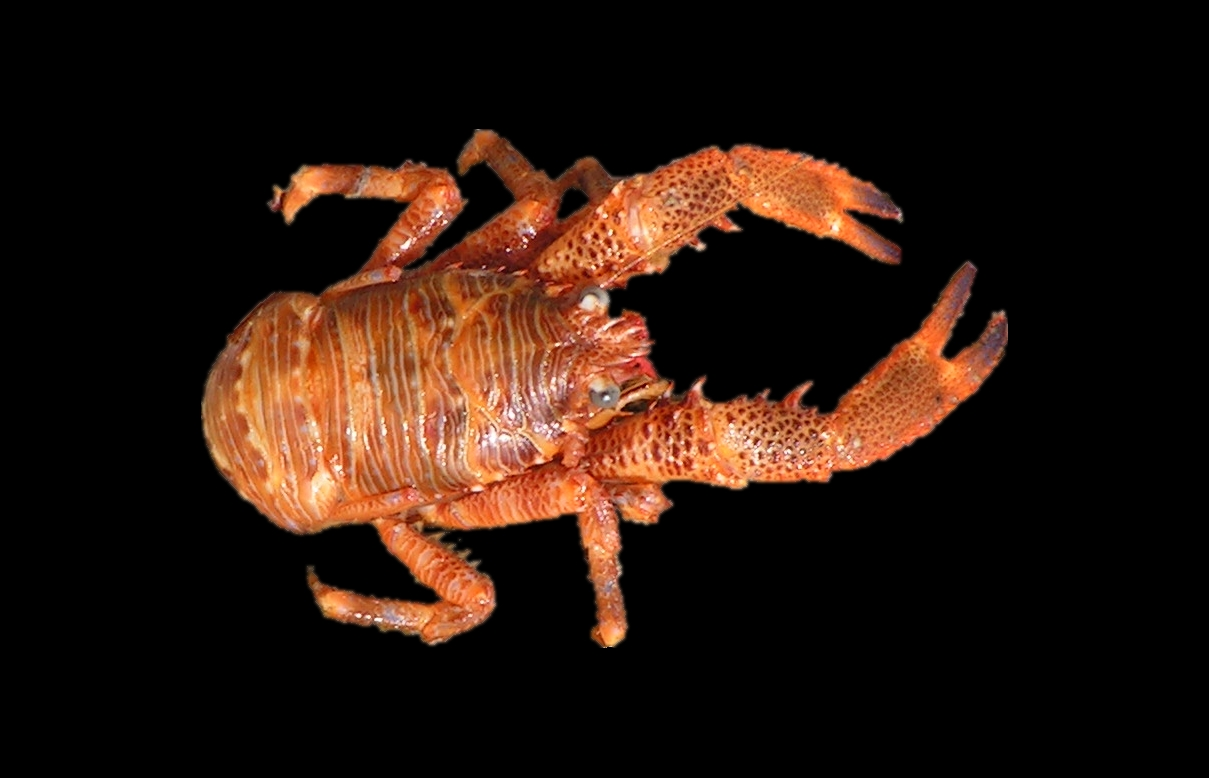
Galathea squamifera
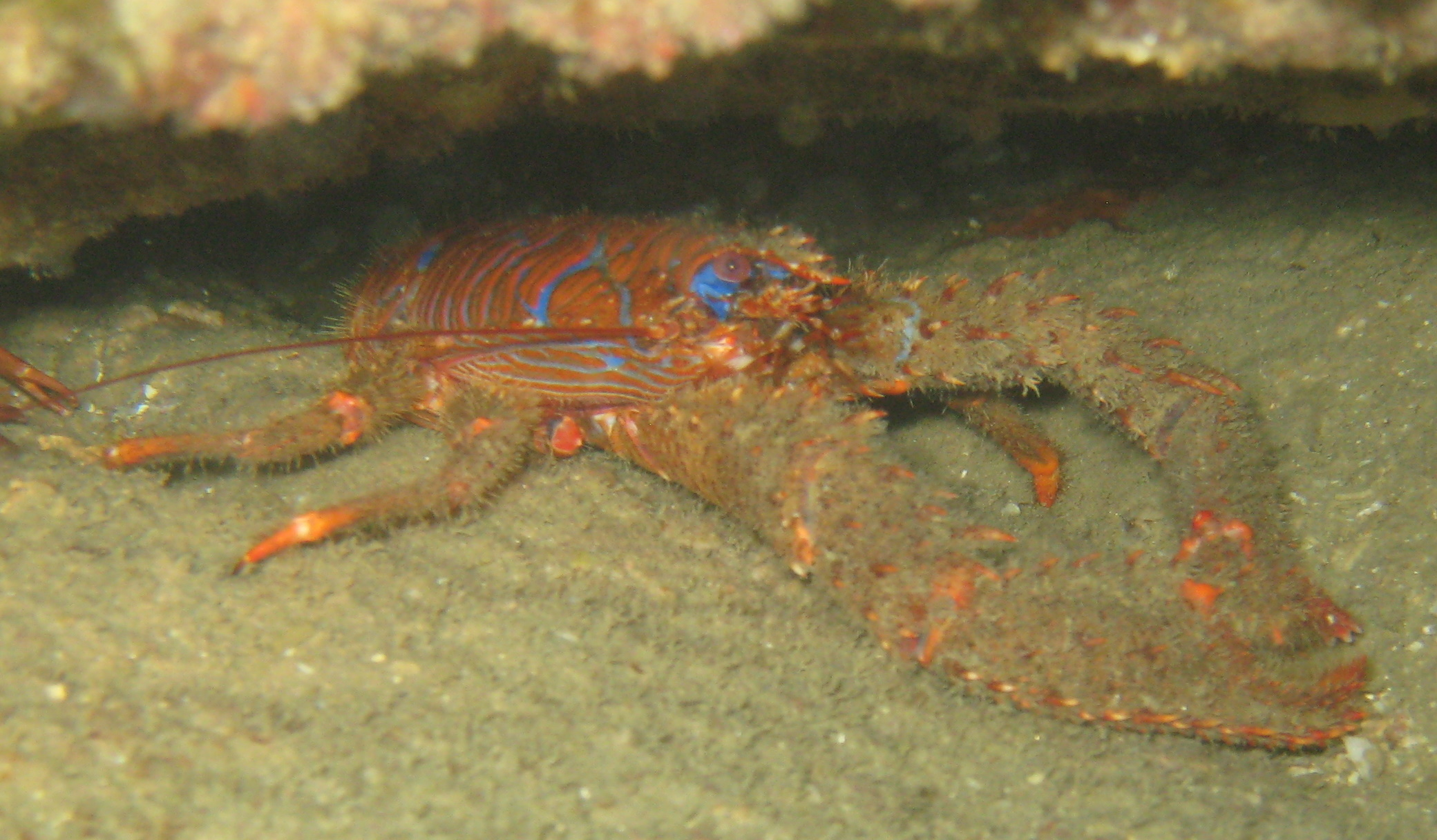
Galathea strigosa